# Vincent Hognon
Vincent Hognon (* 16. August 1974 in Nancy) ist ein ehemaliger französischer Fußballspieler und heutiger -trainer.

## Karriere

### Verein
Vincent Hognon begann seine Profikarriere 1993 beim damaligen Zweitligisten AS Nancy, dem größten Verein seiner Heimatstadt. In insgesamt neun Jahren stieg er mit seinem Verein zweimal in die Ligue 1 auf und zweimal wieder ab. Dabei absolvierte er bei der 1:2-Niederlage gegen Cannes am 10. August 1996 im Alter von 22 Jahren sein Erstligadebüt. 2002 wechselte der Abwehrspieler dann zum AS Saint-Étienne. Mit seiner neuen Mannschaft erreichte er nach zwei Jahren den Sprung in die erste Liga, wo er mit den Stéphanois bis 2007 spielte. Dann wechselte Hognon ablösefrei zum Ligakonkurrenten OGC Nizza. Am Ende der Saison 2008/09 beendete er seine Karriere.

### Trainer
Nachdem Hognon von 2010 bis 2013 die U-19-Mannschaft seines Heimatvereins AS Nancy trainierte, übernahm er im Januar 2013 als Co-Trainer des ehemaligen Leiters der Nachwuchsabteilung Patrick Gabriel die erste Mannschaft. Zuvor hatte der bisherige Trainer Jean Fernandez nach einer erfolglosen Hinrunde den zu diesem Zeitpunkt Tabellenletzten der ersten Liga verlassen. Hognon und Gabriel führten das Team noch auf Platz 18, konnten den Abstieg jedoch nicht mehr verhindern. Nach nur zwei Siegen aus den ersten zehn Spielen der neuen Saison kehrte Gabriel wieder in den Nachwuchsbereich zurück und Pablo Correa wurde zum neuen Cheftrainer. Der Uruguayer hatte das Team bereits von 2002 bis 2011 trainiert. Vincent Hognon blieb als Co-Trainer im Amt. Nach einer deutlichen Leistungssteigerung erreichten beide mit Nancy den vierten Tabellenplatz und verpassten damit nur knapp den direkten Wiederaufstieg. In der Saison 2014/15 scheiterte das Team als Tabellenfünfter erneut knapp am Aufstieg.
Im Dezember 2018 rückte er als damaliger Co-Trainer in das Traineramt beim FC Metz auf, nachdem sich deren Trainer Frédéric Antonetti wegen der Erkrankung seiner Frau beurlauben ließ. Mitte Oktober 2020 fühlte sich Antonetti wieder in der Lage, seine Tätigkeit als Trainer auszuüben und übernahm die Aufgabe wieder. Hognon wurde aber nicht erneut Co-Trainer, sondern verließ den Verein.
Am 22. Juni 2021 verkündigte dann der luxemburgische Erstligist Swift Hesperingen die Verpflichtung Hognons als neuen Trainer. Doch schon nach sechs Spieltagen wurde er am 20. September 2021 auf dem fünften Tabellenplatz stehend wieder entlassen.